# West Tawakoni
West Tawakoni è un centro abitato degli Stati Uniti d'America situato nella contea di Hunt dello Stato del Texas.
La popolazione era di 1.576 persone al censimento del 2010.

## Geografia fisica
West Tawakoni è situata a 32°54′09″N 96°01′28″W (32.902544, -96.024452).
Secondo lo United States Census Bureau, ha un'area totale di 2,1 miglia quadrate (5,4 km²), di cui lo 0,47% d'acqua.

## Società

### Evoluzione demografica
Secondo il censimento del 2000, c'erano 1.462 persone, 600 nuclei familiari e 384 famiglie residenti nella città. La densità di popolazione era di 696,9 persone per miglio quadrato (268,8/km²). C'erano 759 unità abitative a una densità media di 361,8 per miglio quadrato (139,5/km²). La composizione etnica della città era formata dal 93,30% di bianchi, lo 0,07% di afroamericani, il 2,39% di nativi americani, lo 0,48% di asiatici, l'1,85% di altre razze, e l'1,92% di due o più etnie. Ispanici o latinos di qualunque razza erano il 4,31% della popolazione.
C'erano 600 nuclei familiari di cui il 29,8% aveva figli di età inferiore ai 18 anni, il 45,5% aveva coppie sposate conviventi, il 12,3% aveva un capofamiglia femmina senza marito, e il 36,0% erano non-famiglie. Il 28,0% di tutti i nuclei familiari erano individuali e l'11,5% aveva componenti con un'età di 65 anni o più che vivevano da soli. Il numero di componenti medio di un nucleo familiare era di 2,44 e quello di una famiglia era di 2,91.
La popolazione era composta dal 26,1% di persone sotto i 18 anni, il 6,9% di persone dai 18 ai 24 anni, il 27,4% di persone dai 25 ai 44 anni, il 25,2% di persone dai 45 ai 64 anni, e il 14,4% di persone di 65 anni o più. L'età media era di 38 anni. Per ogni 100 femmine c'erano 104,5 maschi. Per ogni 100 femmine dai 18 anni in giù, c'erano 104,5 maschi.
Il reddito medio di un nucleo familiare era di 31.481 dollari e quello di una famiglia era di 35.250 dollari. I maschi avevano un reddito medio di 30.139 dollari contro i 18.839 dollari delle femmine. Il reddito pro capite era di 16.293 dollari. Circa il 14,3% delle famiglie e il 17,4% della popolazione erano sotto la soglia di povertà, incluso il 24,6% di persone sotto i 18 anni e il 7,3% di persone di 65 anni o più.